# Francesco Manneschi
Francesco Manneschi (Arezzo, 14 ottobre 1967) è un ex tennistavolista italiano.

## Biografia
Ha conseguito la laurea in Economia e Commercio.
Inizia la carriera nel 1978 all'età di 11 anni. Nel 1982 arriva secondo ai campionati europei "giovanili" a squadre, insieme a Lorenzo Nannoni, conquistando, così, la prima medaglia europea a squadre in assoluto nella storia del tennistavolo italiano. Altro grande successo lo realizza nel 1985, con il terzo posto ai campionati europei "juniores" di doppio, ancora una volta con Lorenzo Nannoni (prima medaglia conquistata dal tennistavolo italiano nella categoria juniores).
Dopo una lunga serie di successi come juniores, che lo vedono vincere diversi titoli italiani sia in singolo che in doppio, a soli 20 anni, nella stagione 1987 si laurea campione italiano nel singolare nella categoria assoluta, per poi ripetersi nel 1989. Conquista il titolo assoluto nel doppio negli anni 1986, 1987, 1988 e 1990.
Vince i Campionati di serie A1, cioè scudetti, negli anni 1985, 1986, 1987 e 1988.
Partecipa alle qualificazioni per i Giochi della XXIV Olimpiade di Seoul disputate in Germania, nel 1987.
Nel 1989, dopo i campionati mondiali di Dortmund, in Germania, raggiunge il suo best ranking nella classifica mondiale salendo sino alla 143ª posizione.
Si ritira nel 1999, dopo 20 anni di attività agonistica e 10 nella squadra nazionale con oltre 100 presenze.
Dopo 4 anni di esperienza come consigliere della Federazione Italiana Tennistavolo (Fitet), nel quadriennio 2000-2004, si ritira dal mondo del tennistavolo ed inizia la professione del docente di matematica.